# Farida Nekzad
Farida Nekzad là nhà báo, người đồng sáng lập, nhà quản lý và phó giám đốc hãng thông tấn Pajhwok Afghan News, một hãng thông tấn độc lập hàng đầu của Afghanistan. Bà cũng là cựu phó chủ tịch Hiệp hội Phương tiện Truyền thông Tự do Nam Á (South Asia Free Media Association) thuộc "Ủy ban Phương tiện Truyền thông Nam Á" (South Asia Media Commission).

## Đời tư
Bà là vợ thứ nhì của Rahimullah Smander. Chồng bà đã đoạt được 181 phiếu bầu trong một cuộc bầu cử nghị viện của Afghanistan. Người vợ trước của ông có một con gái và hai con trai.

## Giải thưởng
- 2008 "Giải Dũng cảm trong nghề báo" của Quỹ Phương tiện Truyền thông của Phụ nữ Quốc tế (International Women's Media Foundation).[2]
- 2008 Giải Tự do Báo chí Quốc tế của Ủy ban bảo vệ các nhà báo.